# Ҟь
Ҟь – dwuznak cyrylicy wykorzystywany w zapisie języka abchaskiego. Oznacza dźwięk [qʼʲ], czyli palatalizowaną spółgłoskę zwartą ejektywną języczkową.

## Kodowanie
| Forma     | Wygląd | Części składowe | Części składowe |
| --------- | ------ | --------------- | --------------- |
| majuskuła | Ҟь     | U+049E Ҟ        | U+044C ь        |
| minuskuła | ҟь     | U+049F ҟ        | U+044C ь        |